# Лонг-Біч (Нью-Йорк)
Лонг-Біч (англ. Long Beach) — місто (англ. city) в США, в окрузі Нассау штату Нью-Йорк. Населення — 33 275 осіб (2010).

## Географія
Лонг-Біч розташований за координатами 40°35′9″ пн. ш. 73°39′55″ зх. д. / 40.58583° пн. ш. 73.66528° зх. д. (40.585835, -73.665403).  За даними Бюро перепису населення США в 2010 році місто мало площу 10,09 км², з яких 5,74 км² — суходіл та 4,35 км² — водойми.

### Клімат
| Клімат : Лонг-Біч       | Клімат : Лонг-Біч | Клімат : Лонг-Біч | Клімат : Лонг-Біч | Клімат : Лонг-Біч | Клімат : Лонг-Біч | Клімат : Лонг-Біч | Клімат : Лонг-Біч | Клімат : Лонг-Біч | Клімат : Лонг-Біч | Клімат : Лонг-Біч | Клімат : Лонг-Біч | Клімат : Лонг-Біч | Клімат : Лонг-Біч |
| Показник                | Січ.              | Лют.              | Бер.              | Квіт.             | Трав.             | Черв.             | Лип.              | Серп.             | Вер.              | Жовт.             | Лист.             | Груд.             | Рік               |
| Абсолютний максимум, °C | 21,7              | 21,7              | 29,4              | 32,2              | 37,2              | 37,8              | 40,0              | 38,3              | 36,7              | 32,2              | 25,0              | 23,9              | 40,0              |
| Середній максимум, °C   | 3,9               | 5,6               | 9,4               | 15,0              | 20,6              | 25,6              | 28,3              | 27,8              | 23,9              | 18,3              | 12,2              | 6,7               | 16,5              |
| Середній мінімум, °C    | −3,3              | −2,2              | 1,1               | 6,7               | 11,7              | 17,2              | 20,6              | 20,0              | 16,1              | 10,0              | 5,0               | 0,0               | 8,6               |
| Абсолютний мінімум, °C  | −18,9             | −18,9             | −13,9             | −6,7              | 1,1               | 7,2               | 12,8              | 7,8               | 5,0               | −1,1              | −7,2              | −16,7             | −18,9             |
| ----------------------- | ----------------- | ----------------- | ----------------- | ----------------- | ----------------- | ----------------- | ----------------- | ----------------- | ----------------- | ----------------- | ----------------- | ----------------- | ----------------- |
| Джерело:                |                   |                   |                   |                   |                   |                   |                   |                   |                   |                   |                   |                   |                   |

## Демографія
Згідно з переписом 2010 року, у місті мешкало 33 275 осіб у 14 809 домогосподарствах у складі 7595 родин. Густота населення становила 3299 осіб/км².  Було 16450 помешкань (1631/км²).
Расовий склад населення:
| - 83,2 % — білих - 6,4 % — чорних або афроамериканців - 2,7 % — азіатів - 0,3 % — корінних американців - 5,0 % — осіб інших рас |

До двох чи більше рас належало 2,3 %. Частка іспаномовних становила 14,1 % від усіх жителів.
За віковим діапазоном населення розподілялося таким чином: 16,3 % — особи молодші 18 років, 67,6 % — особи у віці 18—64 років, 16,1 % — особи у віці 65 років та старші. Медіана віку мешканця становила 42,5 року. На 100 осіб жіночої статі у місті припадало 93,3 чоловіків;  на 100 жінок у віці від 18 років та старших — 89,8 чоловіків також старших 18 років.
Середній дохід на одне домашнє господарство  становив 104 685 доларів США (медіана — 84 831), а середній дохід на одну сім'ю — 124 173 долари (медіана — 101 847). Медіана доходів становила 67 851 долар для чоловіків та 61 368 доларів для жінок. За межею бідності перебувало 7,0 % осіб, у тому числі 8,0 % дітей у віці до 18 років та 5,7 % осіб у віці 65 років та старших.
Цивільне працевлаштоване населення становило 18 737 осіб. Основні галузі зайнятості: освіта, охорона здоров'я та соціальна допомога — 29,1 %, науковці, спеціалісти, менеджери — 13,6 %, фінанси, страхування та нерухомість — 10,4 %, роздрібна торгівля — 9,7 %.